# Elefantes en el techo
Elefantes en el techo es el segundo álbum recopilatorio, y el último álbum del grupo de rock and roll y new wave argentino Suéter. Fue publicado en el año 1987, nueve años después de Suéter.

## Lista de canciones
| N.º | Título                                    | Escritor(es)                     | Duración |  |
| 1.  | «Amanece en la ruta»                      | Miguel Zavaleta                  | 03:50    |  |
| 2.  | «Lluvia de gallinas»                      | Miguel Zavaleta/Gustavo Donés    | 03:38    |  |
| 3.  | «Vivo de noche»                           | Zavaleta/Donés/Minissale/Loza    | 03:14    |  |
| 4.  | «Vía México»                              | Miguel Zavaleta/Fabián Quintiero | 03:32    |  |
| 5.  | «Pánico en la ciudad»                     | Jorge Minissale                  | 03:31    |  |
| 6.  | «Nada es como fue»                        | Miguel Zavaleta                  | 03:38    |  |
| 7.  | «Elefantes en el techo»                   | Gustavo Donés                    | 04:24    |  |
| 8.  | «Jugo de tomate frío (versión de Suéter)» | Javier Martínez                  | 03:03    |  |
| 9.  | «Él anda diciendo»                        | Miguel Zavaleta                  | 04:00    |  |

- Datos: Q16492559